# Пітер Гейвуд
Пі́тер Ге́йвуд (англ. Peter Heywood), (5 червня 1772 острів Мен, Англія — 10 лютого 1831, Лондон, Велика Британія) — британський мореплавець, капітан Королівського військового флоту Великої Британії. Став відомим завдяки участі у заколоті на «Баунті», за що був засуджений до смерті, але помилуваний королем. Гейвуд був також поетом та досконалим художником, залишив ґрунтовну інформацію про Таїті, словник та граматику мови таїтян.

## Життєпис
Пітер Гейвуд народився 6 червня 1772 р. на острові Мен у знатній родині. Отримав добру освіту, цікавився поезією, літературою. Через протекцію батька жінки капітана Блая у 15-річному віці отримав призначення на «Баунті». Служив мічманом, товаришував із лідером заколоту Флетчером Крістіаном, оскільки обидва походили із того ж самого старовинного роду. Користувався повагою, як заколотників так і тих, хто залишився з капітаном. На Таїті був разом з Крістіаном у таборі на березі, вів нотатки про життя та звичаї таїтян. Разом з іншими призвичаївся до традицій таїтян, мав численні татуювання. У заколоті не брав активної участі: за власним визнанням був у трюмі, деякі інші стверджували, що він знаходився на палубі і спостерігав за заколотом. Капітан Блай вважав його одним з організаторів заколоту. Після повстання залишився на «Баунті», пізніше висадився на Таїті з іншими і жив там до приходу корабля «Пандора». На Таїті склав один з найкращих на той час словників мови таїтян. Був одним з перших, хто добровільно піднявся на борт «Пандори», однак за наказом капітана Едвардса був закований у кайдани як заколотник. Під час подорожі на кораблі утримувався у жахливих умовах, чудом врятувався, коли корабель затонув.
Після повернення до Англії постав перед військово-морським трибуналом за участь у заколоті. В очікуванні суду писав вірші, складав карти та малюнки про Таїті. Знатна родина Гейвуда, його сестра та численні знайомі клопоталися про його невинність, найняли адвоката. Попри це, на суді був визнаний винним, оскільки байдужість під час заколоту вважалася злочином і каралася смертною карою. Хоча був засуджений до повішення, за рекомендацією суду був помилуваний королем. Одразу після звільнення з ув'язнення отримав призначення на посаду мічмана на кораблі свого дядька. Служив на різних посадах у флоті, брав участь у військових діях проти Франції. Також певний час служив у Південній Америці, Індійському океані. Дослужився до капітана у 1803 р., очікувалося що він мав отримати звання адмірала, але у 1816 р. вийшов у відставку і одружився. Власних дітей у шлюбі не мав. Помер 10 лютого 1831 р. у віці 58 років. Листи, нотатки і малюнки Пітера Гейвуда того періоду мають важливе історичне значення.